# Jérémy Maison
Jérémy Maison (Auxerre, 21 juli 1993) is een voormalig Frans wielrenner.

## Carrière
In 2014 werd Maison geselecteerd voor de Franse selectie voor de Ronde van de Toekomst, waar hij samen met Nans Peters het kopmanschap moest delen. Dit resulteerde in een negende plaats in het eindklassement, bijna zes minuten achter de Colombiaanse winnaar Miguel Ángel López. In 2015 werd Maison wederom geselecteerd, maar stapte af in de vijfde etappe.

## Palmares

### Overwinningen
2015
2e etappe Ronde van de Isard

### Resultaten in voornaamste wedstrijden
| Jaar | Ronde van Italië | Ronde van Frankrijk | Ronde van Spanje |
| ---- | ---------------- | ------------------- | ---------------- |
| 2016 |                  |                     |                  |
| 2017 |                  |                     | 63e              |
| 2018 |                  |                     |                  |
| 2019 |                  |                     |                  |

| Jaar | Luik-Bast.‑Luik | Ronde van Lombardije |  | Wereldranglijsten |
| ---- | --------------- | -------------------- |  | ----------------- |
| 2016 |                 | opgave               |  |                   |
| 2017 |                 | 66e                  |  | 352e (UWT)        |
| 2018 |                 | 67e                  |  |                   |
| 2019 | opgave          |                      |  |                   |

### Resultaten in kleinere rondes
| Jaar | Tour Down Under | Ronde van Catalonië | Critérium du Dauphiné | Ronde van Zwitserland | Ronde van Polen |
| ---- | --------------- | ------------------- | --------------------- | --------------------- | --------------- |
| 2016 |                 | 95e                 |                       | opgave                |                 |
| 2017 | 79e             | 82e                 | 91e                   |                       | 22e             |

## Ploegen
- 2016 –  FDJ
- 2017 –  FDJ
- 2018 –  Team Fortuneo-Samsic
- 2019 –  Arkéa-Samsic

Bonnet · Chavanel · Courteille · Delage · Démare · Eiking · Elissonde · Fischer · Fournier · Geniez · Hoelgaard · Konovalovas · Ladagnous · Le Bon · Le Gac · Lecuisinier · Maison · Manzin · Morabito · Offredo · Pichon · Pineau · Pinot · Reichenbach · Reza · Roux · Roy · Sarreau · Vaugrenard · Vichot · Doubey (stagiair) · Gaudu (stagiair) · Vincent (stagiair)
Bonnet · Cimolai · Courteille · Delage · Démare · Eiking · Fournier · Gaudu · Guarnieri · Hoelgaard · Konovalovas · Ladagnous · Le Bon · Le Gac · Ludvigsson · Maison · Manzin · Molard · Morabito · Pineau · Pinot · Reichenbach · Reza · Roux · Roy · Sarreau · Vaugrenard · Vichot · Vincent · Armirail (stagiair) · Madouas (stagiair) · Seigle (stagiair)
Barguil · Bonnamour · Bouet · Carbel · Daniel · Delaplace · Feillu · Fonseca · Gérard · Gesbert · Hardy · Jarrier · Le Roux · Ledanois · Lunke · Maison · Moinard · Périchon · Pichon · Russo · Vachon · Welten
Barguil · Bonnamour · Bouet · Daniel · Delaplace · Feillu · Gesbert · Greipel · Guernalec · Hardy · Jarrier · Le Roux · Ledanois · Maison · Moinard · Pichon · Riou · Russo · Swift (vanaf 10 mei) · Vachon · Wagner · Welten · Doleatto (stagiair) · Jarnet (stagiair) · Lecamus-Lambert (stagiair)